# Westermannia nobilis
Westermannia nobilis är en fjärilsart som beskrevs av Max Wilhelm Karl Draudt 1950. Westermannia nobilis ingår i släktet Westermannia och familjen trågspinnare. Inga underarter finns listade i Catalogue of Life.